# Na Sua Estante
"Na Sua Estante" é o quarto single da cantora brasileira de rock Pitty, em seu segundo álbum de estúdio Anacrônico. Foi premiado como "Videoclipe do ano" no MTV Video Music Brasil 2007.

## Videoclipe
Em forma de desenho animado (desenhado por Sérgio Guilherme Filho), o vídeo mostra um personagem (que provavelmente faz alusão ao Homem de Lata que busca um coração no livro "O Mágico de Oz") com o coração pendurado, totalmente apaixonado por uma mulher em seu trabalho (ela usa sapatos vermelhos, então é uma provável alusão a Dorothy d'O Mágico de Oz). Ele é obcecado e perdidamente apaixonado por ela. Ele lança declarações de amor para ela, porém tudo em vão.
No final, o personagem nervoso corre pelas ruas, arranca seu coração e morre. Após isso, seu corpo é recolhido por um caminhão que o leva a uma "fábrica de bicicletas" e o transforma em uma. Nos últimos segundos do videoclipe, aparece a mulher com a bicicleta, e o coração do personagem em uma vitrine, ainda pulsando apaixonado. Em junho de 2019, o videoclipe atingiu 100 milhões de visualizações.

## Prêmios e indicações
| Ano  | Prêmio                 | Categoria         | Resultado |
| ---- | ---------------------- | ----------------- | --------- |
| 2007 | MTV Video Music Brasil | Videoclipe do Ano | Venceu    |
| 2007 | MTV Video Music Brasil | Hit do Ano        | Indicado  |
| 2007 | Prêmio Multishow       | Melhor Música     | Indicado  |
| 2007 | Prêmio Multishow       | Melhor Clipe      | Indicado  |